# Dicranomyia basifusca
Dicranomyia basifusca là một loài ruồi trong họ Limoniidae. Chúng phân bố ở miền Cổ bắc và miền Australasia.